# (5821) Yukiomaeda
(5821) Yukiomaeda est un astéroïde de la ceinture principale.

## Description
(5821) Yukiomaeda est un astéroïde de la ceinture principale. Il fut découvert le 4 novembre 1989 à Oohira par Oohira. Il présente une orbite caractérisée par un demi-grand axe de 2,45 UA, une excentricité de 0,14 et une inclinaison de 1,7° par rapport à l'écliptique.

## Compléments